# ジゼル・ブンチェン
ジゼル・ブンチェン（Gisele Bündchen、本名：Gisele Caroline Bündchen、1980年7月20日 - ）は、ブラジル出身の女性ファッションモデル。
アメリカ合衆国を中心に活動。アメリカ合衆国では最も有名で、世界で最も高給取りなスーパーモデルの一人として知られている。
14歳でモデル業を始動して以降、無数のビルボードやテレビに出演。現在、20を越える諸国のブランド広告に登場している。
2009年にNFL選手のトム・ブレイディと極秘挙式した。
ブラジルポルトガル語では「ジゼリ・ビンチェン」のように発音される。

## 生い立ち
1980年7月20日、リオグランデ・ド・スル州オリゾンティアのトレス・デ・マイオ（Três de Maio）というドイツ系ブラジル人の町に出生。両親ヴァウディール（Valdir）とヴァニア（Vânia）は両者共ドイツ系ブラジル人であり、ラクェル（Raquel）、グラジエラ（Graziela）、ガブリエラ（Gabriela）、ラファエラ（Rafaela）、パトリシア（Patrícia）の5人の姉妹がいる。
元々はプロのバレーボール選手になるのが夢で、ブラジルの名門チームに入団することも考えたという。非常に痩せていたために、幼年期のあだ名は“オリビア・パリトー”（漫画「ポパイ」に出てくるポパイの彼女オリーブ）と“サラクーラ”（コンゴウクイナ、ブラジルの海鳥)であった。

## キャリア

### モデル活動
14歳の時マクドナルドでビッグマックを食べていたところ、モデルエージェントからのスカウトを受けるに至る。しかし、このスカウト以前13歳の時から彼女は姉妹パトリシアとガブリエラとともに地元のモデル学校に母に強制的に通わされていた。このモデル学校の講師はティーンエイジャーのモデル教育に非常に熱心な人物で、ジゼルと他の生徒をサンパウロへと連れて行き、大都市見学をさせた後、国際的モデル事務所・エリート・モデル・マネジメントの評価を受けさせた。その後、ジゼルはナショナル・コンテスト「エリート・ルック・オブ・ザ・イヤー」に出場、成績は2位だった。1996年、スペインのイビサ島で行われた世界大会では4位になった。雑誌『ファッション・ウィーク』の誌面を飾ったことをきっかけにニューヨークへ移住、そのキャリアを本格的にスタートさせた。

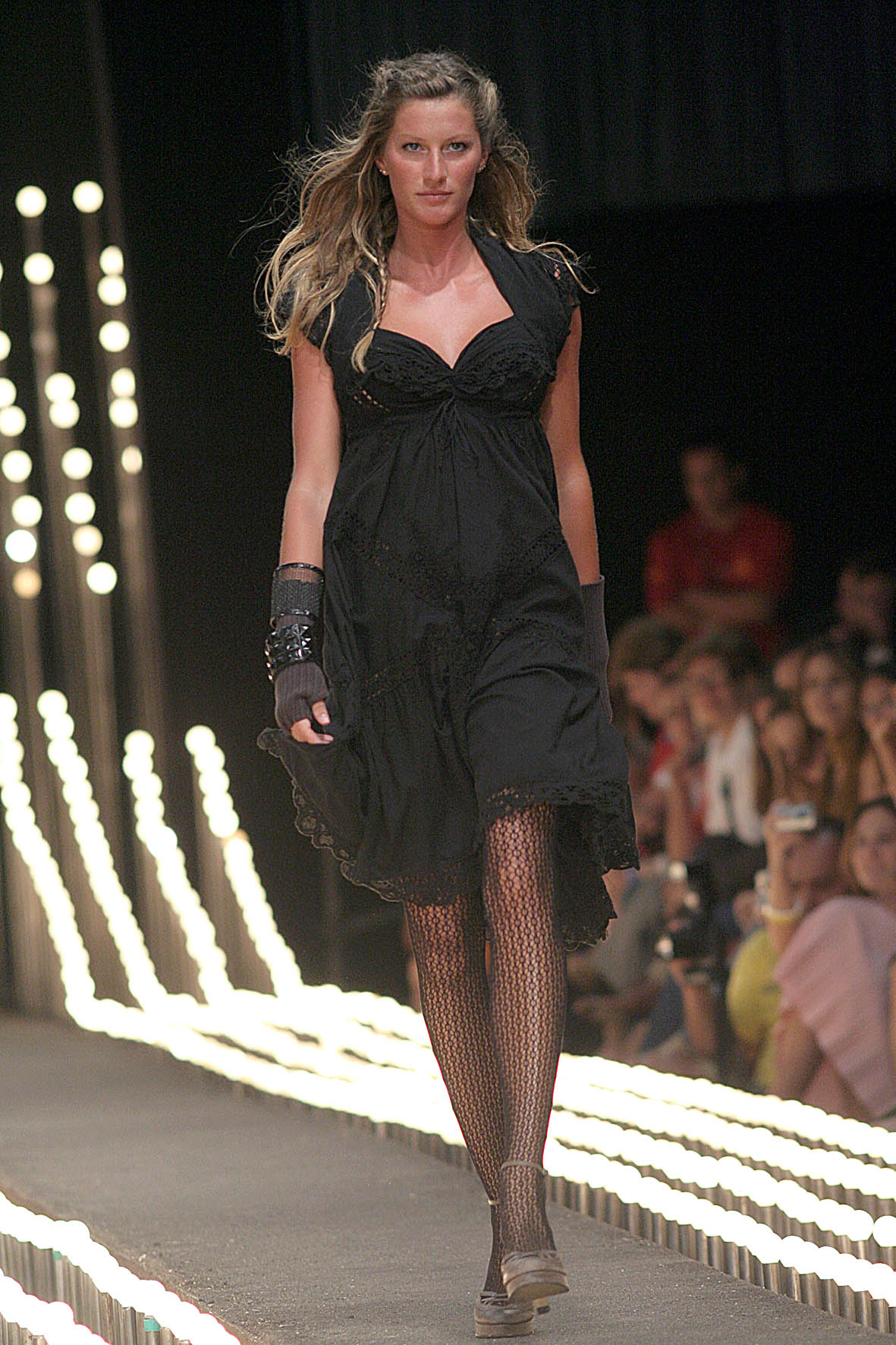
2006年のファッションショー

1999年、アメリカのケーブルテレビVH1で放送されたVogue Model of the Year awardで評価された後、翌年2000年には俳優キューバ・グッディングJr.と共に同大会のホストを務めた。「ヴォーグ誌」は彼女を“モデル・オブ・ザ・ミレニアム”と評価し「セクシーモデルの再来」と賛辞を送った。しかし同誌は彼女の小ぶりなバストに修正を加え実際より大きくしていたことが発覚し、多くの読者から批判が寄せられた。また同年彼女は「ローリング・ストーン誌」の表紙を飾り（モデルで表紙を飾ったのは世界でわずか4人）、この時「世界で最も美しい女性」と書かれた。
彼女は本格的な米国デビュー後、数多くの有名ブランドの広告塔となった。ブランドにはクリスチャン・ディオール、バレンシアガ、ドルチェ&ガッバーナ、Missoni、ヴェルサーチ、ルイ＝フェルディナン・セリーヌ、ジバンシー、ブルガリ、ランバン、ゲラン、ヴァレンチノ、ラルフローレン、Earl Jean、ザラ、クロエ、マイケル・コース、ルイ・ヴィトン、ヴィクトリアズ・シークレットなど。また彼女はブラジルの最大手携帯電話会社VIVO、マイクロソフト系列Multiplan、カード会社Colcci and Credicardなどの広告も飾っている。
2006年にはAppleのテレビ広告キャンペーン「Get a Mac」の"Better Results"で起用された。
自身専用のサンダルと靴の生産をGrendene（別名Ipanema Gisele Bündchen）に依頼しており、同社の商品は2001年時点で1億足以上が売れた。また南ブラジルに「パラディウム・エグゼクティブ」というホテルを所有している。
ピーター・リンドバーグを始めマリオ・テスティーノ、スティーブン・マイゼル、ニック・ナイト、マート・アンド・マーカス、ランキン、アニー・リーボヴィッツ、カール・ラガーフェルド、ピーター・リンドバーグ、マリオ・ソレンティ、パトリック・デマルシェリエなど多くの世界的ファッションカメラマンと仕事をこなしており、「ヴォーグ誌」、「ハーパース・バザー誌」、「W誌」、「ELLE誌」、「Allure誌」を始めとした世界的ファッション雑誌のカバーを飾っている。「GQ誌」、「i-D誌」、「The Face誌」、「Arena誌」、「Citizen K誌」、「Flair誌」、「Esquire誌」、「Marie Claire誌」などのマルチメディア雑誌は彼女のファッションだけでなくライフスタイルもフィーチャーしている。「タイム誌」、「ニューズウィーク誌」、「フォーブス誌」、「Vanity Fair誌」、「Veja誌」などの情報誌にも登場することがある。
2015年4月、サンパウロ・ファッションウィークをもって、ランウェイを引退することが報じられる。

### 映画出演
彼女は映画デビューの際「とても興味がある」と述べた後「私は若いし今できることを精一杯したい。人生はこの瞬間を大事にしなきゃ」と語った。2004年クィーン・ラティファ、ジミー・ファロンと共にティム・ストーリー監督の『TAXI NY（TAXI）』に出演。
2006年にはメリル・ストリープ主演、デヴィッド・フランクル監督の『プラダを着た悪魔（The Devil Wears Prada）』に出演。また同年には「Get a Mac」のCMに再び出演し、その中で軽い演技を披露した。

## 私生活

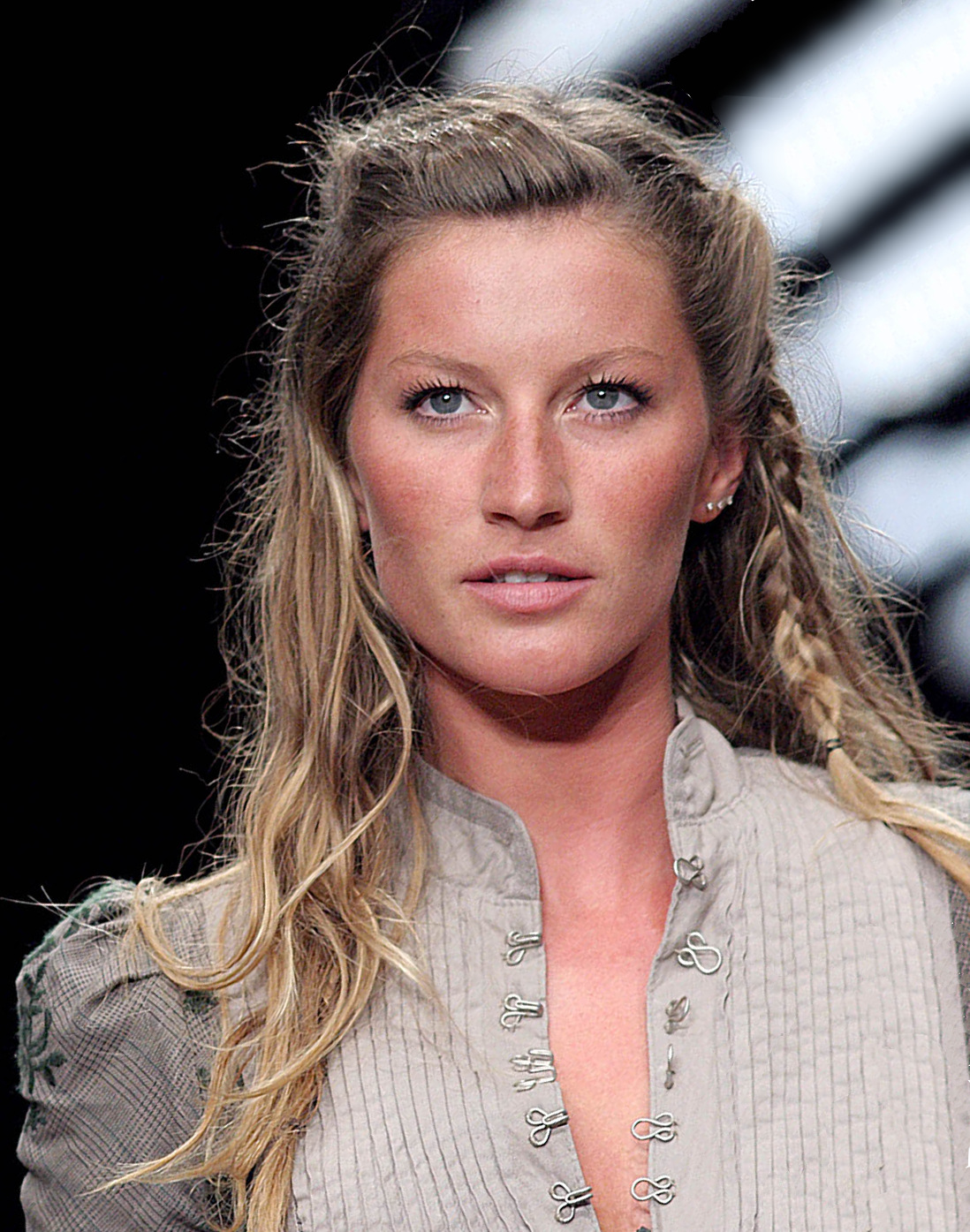

仕事が無いときは家族や友人、又はペットのヨークシャテリア・ヴィダ（ポルトガル語で「命」の意）と過ごすことが多い。
彼女のアメリカでの最初のボーイフレンドはモデルのスコット・バーンヒルだったが、6ヶ月で破局している。その後、アメリカのホテル王ヴィクラム・チャットウェル、俳優ジョシュ・ハートネットなどとの噂が立ったが真実かどうか彼女は一切言及しなかった。
レオナルド・ディカプリオとの交際も有名である。彼らは2000年、ロサンゼルスで開かれたファッション・パーティを通じて知り合った。その次の日ディカプリオは彼女に花を贈り食事に誘ったが彼女はそれを拒否している。1ヵ月後、ディカプリオはデートの約束を取り付けたが、2005年のアカデミー賞授賞式まで公の場に2人で姿を現したことは無かった。2005年11月、破局した。
ジゼルはディカプリオとの破局後間も無く、アメリカ人サーファー、ケリー・スレーターと交際。2006年7月に破局。一時期はクリス・エヴァンスと噂もあったが、NFLのスーパースター、トム・ブレイディ（当時ニューイングランド・ペイトリオッツのクォーターバック）と2006年のクリスマス前から交際。
2008年12月に婚約を発表。2009年2月26日にロサンゼルス・サンタモニカの教会にて極秘挙式。6月、第1子を妊娠し2010年初頭に出産する予定であると米誌「ピープル（People）」が報じた。2009年12月3日、水中出産により男児ベンジャミンを出産。
2012年12月6日、2人目の子どもとなる長女を出産した。
しかし2022年10月28日離婚。

## 資産・収入
2007年1月、経済誌フォーブス誌が『エンターテイメント界で活躍する女性で資産の多い女性』のトップ20を発表し、総資産84億円で16位にランクインした。2007年7月、フォーブス誌がモデル界の長者番付を発表し、2006年6月から2007年6月までの1年間で3300万ドル（日本円で40億円）を稼ぎ、1位にランクインしている。
2008年には自身のギャラの支払いに関して、世界で急激に下落しているドルでは不満なのでその代わりに他の通貨で支払うことを要求。ジゼルの双子の姉妹であり、マネージャーでもあるパトリシアも「今、始まる契約はユーロで結ばれる方がより魅力的ね。だって、この先ドルはどうなってしまうかわからないから」と発言している。実際に2007年8月に契約を結んだヘアケアブランド『パンテーン』ではギャラの支払いにユーロを希望し、新しく発売されたドルチェ&ガッバーナの香水のPRでもギャラの支払いにユーロを希望していた。
2008年、フォーブス誌の発表ではその年収は3500万ドル（約36億円）、総資産が1億8000万ドル（日本円で約200億円）に上り「最もリッチなモデル」としてギネスブックにも登録されている。
2007年も2008年もハイジ・クルム、ケイト・モス、アドリアナ・リマをおさえての1位であった。
2011年5月、フォーブス誌が毎年恒例の「スーパーモデル所得番付」を発表し、推定年収4,500万ドル（日本円で約36億円）で1位になり、7年連続で1位を獲得したことが明らかとなった。
2011年8月、フォーブス誌が「世界で最もリッチなセレブのカップル」のランキングを発表し、ジゼル・ブンチェンとトム・ブレイディの2010年の世帯年収が7,500万ドル（日本円で約57億円）で1位にランクインした。
2012年発表のフォーブス誌による世界モデル長者ランキングでは、同じく常連のケイト・モスやナタリア・ヴォディアノヴァ、アドリアナ・リマ、ミランダ・カーなどを抑えて4500万ドル（約35億円）の見積もり収入でまたも1位へ。これにて8年連続の1位獲得となった。

## 論争
モデルとして世界でも例のない成功を収めたジゼルだが、彼女は論争なくして成功はしなかった。ハイディ・クルムなどのモデルを含め彼女は元々所属していたEliteを去りIMGに移籍したことで、エリート・モデル・エージェンシーの会長ジョン・カサブランカスは彼女を「麻薬中毒者」で「仕事のためなら誰とでも寝る」と批判しており（後に撤回）彼女に対し1500万ドル（約17億円）の訴訟を起こしている。
2002年、ヴィクトリアズ・シークレットのファッションショーの収録中、突然、彼女はファー・デザイン会社の「Blackglama」と契約を結んでいたことから動物愛護団体の抗議の的となった。ジゼルがステージに立っている時、4人の女性がステージに上がりジゼルが広告になっている「Gisele: Fur Scum(直訳：ジゼルはファーのクズ)と書かれたポスターを大々的に表示（そのポスターにはPETA(People for the Ethical Treatment of Animal)のロゴも）。警備員が彼らを捕獲するまで彼女は必死に無視しようと努めていた。その後ショーのプロデューサーは抗議団体が去ってからジゼルの部分だけ後に収録し直すことになった。
2007年、世界の主要通貨に対し、米ドルの下落が進んだこと（またユーロの高騰）から、ジゼルは新規契約メーカーに対して「ギャラはドル建てではなく、ユーロ建てにしてほしい」と要求した、と英米のメディアが伝えた。ジゼルの広報はこれを否定したものの、大きな波紋を呼び、アメリカの地位低下を象徴する出来事の一つとして、世界中で大々的に報道された。日本でもニュース番組や日本経済新聞1面コラムで取り上げられた。
2009年、夫の元交際相手だった元モデルで女優のブリジット・モイナハンがブレイディと交際中に妊娠し破局後の2007年にシングルマザーとして出産した男児について、「私の子」と呼んだ上「あの子は私のもの」と発言したことで批判を受けた。
2011年、自らが手がけるオリジナル化粧品ブランドの発表記者会見で「日焼け止めは毒でしかない」「だから私は日焼け止めの使用を一切拒否している」と発言、専門家やファンから批判を受けた。皮膚科医らの抗議を受けて、ジゼル側は「彼女は日焼け止めを使ってはいけないと言ったのではない。ジゼルが日焼け止めを使う際は成分に特別に気を付けて選んでいると言いたかった」と釈明した。
2012年、第46回スーパーボウルの試合終了後、会場内を移動するためのエレベーターを待つ間に「（レシーバーは）パスされたボールを取るのが仕事なんだから投げられたら取るのよ、夫が自分の投げたボールを自分で取るなんてそんなこと同時にできるわけないでしょ。あんな何度もボールを受け取り損ねるなんて信じられない」と語気を荒らげながら特定の選手に対する不満を口にするジゼルの様子がカメラに撮られた。